# Campionati del mondo di ciclismo su strada 1960
I Campionati del mondo di ciclismo su strada 1960 si disputarono in Germania Est il 14 agosto 1960. Le gare maschili si svolsero sul circuito del Sachsenring, quella femminile a Lipsia.
Furono assegnati tre titoli:
- Prova in linea Donne, gara di 61 km
- Prova in linea Uomini Dilettanti, gara di 174,600 km
- Prova in linea Uomini Professionisti, gara di 279,392 km

## Storia
La gara professionisti dell'edizione 1960 fu controllata pienamente dal Belgio dell'emergente Rik Van Looy. La selezione belga controllò la fuga, tenendola a non più di due minuti, e al ventesimo giro fu lo stesso Van Looy a raggiungere i battistrada. Si formò un gruppetto di diciassette corridori che il belga batté in volata. Su sessantasette corridori partiti, trentadue conclusero la prova.
Doppietta della Germania dell'Est nella prova dilettanti, con Bernhard Eckstein medaglia d'oro e Gustav-Adolf Schur, campione del mondo nelle due edizioni precedenti, d'argento. Tra le donne si impose invece la britannica Beryl Burton.

## Medagliere
| Pos.   | Nazione      | Oro | Argento | Bronzo | Totale |
| ------ | ------------ | --- | ------- | ------ | ------ |
| 1      | Belgio       | 1   | 1       | 2      | 4      |
| 2      | Germania Est | 1   | 1       | 1      | 3      |
| 3      | Regno Unito  | 1   | 0       | 0      | 1      |
| 4      | Francia      | 0   | 1       | 0      | 1      |
| Totale | Totale       | 3   | 3       | 3      | 9      |

## Sommario degli eventi
| Eventi                 | Oro                            | Tempo                      | Argento                         | Tempo | Bronzo                           | Tempo |
| Uomini Professionisti  |                                |                            |                                 |       |                                  |       |
| Gara in linea dettagli | Rik Van Looy Belgio            | 7h47'27" Media 35,861 km/h | André Darrigade Francia         | ?     | Pino Cerami Belgio               | ?     |
| Uomini Dilettanti      |                                |                            |                                 |       |                                  |       |
| Gara in linea dettagli | Bernhard Eckstein Germania Est | 4h43'31"                   | Gustav-Adolf Schur Germania Est | ?     | Willy Vanden Berghen Belgio      | ?     |
| Donne                  |                                |                            |                                 |       |                                  |       |
| Gara in linea dettagli | Beryl Burton Regno Unito       | ?                          | Rosa Sels Belgio                | ?     | Elisabeth Kleinhaus Germania Est | ?     |